# پهن‌پاتباران
پهن‌پاتباران (نام علمی: Lobopodia) نام یک شاخه از بالاشاخه پوست‌اندازان است.